# Каничев
Каничев (бел. Канічаў) — посёлок в Хальчанском сельсовете Ветковского района Гомельской области Белоруссии.

## География

### Расположение
В 9 км на юго-запад от Ветки, 8 км от Гомеля.

## Транспортная сеть
Транспортные связи по просёлочной, затем автомобильной дороге Гомель — Ветка. Планировка состоит из прямолинейной улицы, ориентированной с юго-востока на северо-запад. Застройка двусторонняя, неплотная, деревянная, усадебного типа.

## История
Основан во 2-й половине XIX века. Первоначально здесь было поместье, хозяин которого имел в 1866 году 2354 десятины земли, которые остались ему по наследству. Наиболее активная застройка приходится на 1920-е годы, когда здесь, на помещичьих землях, начали размещаться переселенцы из соседних деревень. В 1926 году в Хальчанском сельсовете Ветковского района Гомельского округа. Действовала начальная школа. В 1930 году жители вступили в колхоз. Во время Великой Отечественной войны в октябре 1943 года оккупанты сожгли 31 двор. 16 жителей погибли на фронте. В 1959 году в составе совхоза «Хальч» (центр — деревня Хальч).

## Население

### Численность
- 2004 год — 23 хозяйства, 31 житель.

### Динамика
- 1926 год — 26 дворов, 151 житель.
- 1940 год — 37 дворов, 166 жителей.
- 1959 год — 182 жителя (согласно переписи).
- 2004 год — 23 хозяйства, 31 житель.